# دهستان سجادرود
سجاد رود (سِجرو)، دهستانی است از توابع بخش بندپی شرقی شهرستان بابل در استان مازندران ایران.
دهستان سجادرود (سِجرو) از پرجمعیت‌ترین دهستان‌های ایران است.

## جمعیت
این دهستان در بخش بندپی شرقی در شهرستان بابل قرار دارد و برابر سرشماری سال ۱۳۸۵جمعیت آن ۲۶۸۰۹ نفر (۶۷۳۸ خانوار) بوده‌است.